# Recioto di Gambellara
Il Recioto di Gambellara è un vino DOCG la cui produzione è consentita nella fascia limitrofa ad ovest della provincia di Vicenza. Prodotto in due tipologie, classico e spumante, viene ottenuto vinificando in modo speciale la migliore uva Garganega della zona collinare classica, secondo la più remota tradizione locale.
La cura e l'attenzione poste nella vinificazione tutta particolare del Recioto di Gambellara ne fanno sicuramente il più nobile degli spumanti vicentini e lo collocano tra i migliori spumanti da dessert italiani.
Le sue peculiarità gli hanno permesso di ottenere, nell'agosto 2008, il riconoscimento DOCG.

## Zona di produzione

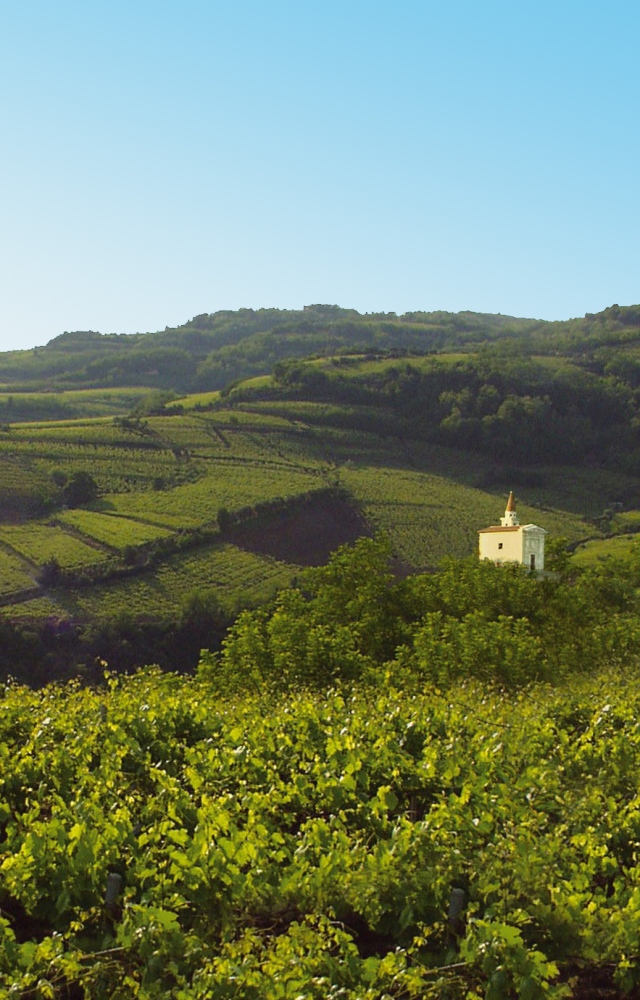
Vigneti lungo la Strada del Recioto

La zona del Recioto di Gambellara DOCG è posta nella fascia limitrofa ad ovest della provincia di Vicenza, al confine con la provincia di Verona e del prossimo comune di Soave, lungo la cosiddetta Strada del Recioto.
È una zona del vicentino particolarmente vocata alla cultura della vite per la natura dei terreni, l'esposizione e la tradizione culturale della coltivazione dell'uva Garganega.
I terreni sono di natura vulcanica, ricchi di minerali; entrando a Gambellara è palese la forma conica di alcune colline che ricordano l'esistenza di vulcani. Nei primi del novecento a Gambellara esisteva un'importante cava di basalti vulcanici utilizzati per la costruzione delle massicciate delle Ferrovie. L'attuale cava è stata bonificata e se ne è ricavato un parco naturale.
La zona del Gambellara D.O.C. comprende, oltre al comune di Gambellara, i comuni di Montebello Vicentino, Zermeghedo, e una parte delle colline di Montorso Vicentino, ed è di circa 1000 Ha. Praticamente occupa, tra la vallata dell'Alpone e quella del Chiampo, le estreme pendici dei Monti Lessini, che scendono al piano con lenti declivi completamente ammantanti da vigneti.
È questo il regno dell'uva Garganega.

## Storia
Non si sa con precisione quando ebbe inizio la coltivazione della vite nella zona del Gambellara: probabilmente venne diffusa in questa zona dagli atesini e dagli etruschi. È certo che questa coltura e l'arte di produrre il vino vennero incrementate dai Romani, come testimoniano i ritrovamenti presso Montebello Vicentino dei resti di una villa romana munita di vinaia e vinaccioli.

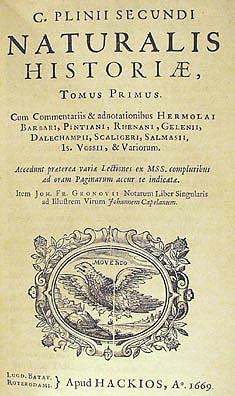
Nel suo Naturalis historia, Plinio parla di "vinum passim"

Del Recioto non sono incerte solo le origini, ma pure il nome: alcuni lo fanno risalire al passito denominato Reticio menzionato sia da Virgilio che da Plinio il Vecchio.
Non è da escludere neppure la radice latina Racemus, grappolo, visto che nel Medioevo è frequente indicare con Recis i grappoli spiccati dalla vite ed appesi ad asciugare per la conservazione.
Altra ipotesi è che il termine Recioto derivi da quello veneto "recia", che significa orecchio, e con il quale si fa riferimento alla parte più alta del grappolo, ovvero quella contenente il succo migliore.
Il grande Plinio nella sua opera Historia Naturalis ebbe modo di indicare ben diciotto metodologie per ottenere il vinum passim:
in genere le uve si lasciavano sulla pianta per un mese, dopo la raccolta principale, avendo cura di torcere i peduncoli dei grappoli; in altri casi le uve si raccoglievano subito e si esponevano al sole, su graticci, per tre giorni, o, all'ombra, per dieci giorni.
Columella ci fornisce, invece, la seguente ricetta per la preparazione di un vinum passim: si prendono i grappoli ben maturi, si ripuliscono dagli acini guasti e poi si stendono al sole su dei cannicci, difendendoli, durante la notte, dalla rugiada; indi, i grappoli, si sgranano entro anfore piene di buon mosto e gli acini si fanno macerare per sei giorni; infine si effettua la torchiatura e si pone il mosto nei dolia, dove avviene la fermentazione.
Dopo alcuni mesi il vino è pronto.
Cassiodoro, uno dei primi ministri di Teodorico e successivamente ministro di Amalasunta, Atalarico, Teodato e Vitige, nel 530 si riferiva a questo vino quando rivolgendosi a chi si occupava delle contribuzioni fiscali (nella traduzione del Maffei), lo definì «spezia veramente degna che se ne vanti l'Italia [...] è puro per sapor singolare, regio per colore, talché o nei suoi fondi tu possa creder tinta la porpora o della porpora espresso il liquor suo. La dolcezza in esso si sente con soavità incredibile, si corrobora la densità per non so qual fermezza e s'ingrossa al tatto in modo che diresti esser un liquido carnoso o una bevanda da mangiare.»
Nel 1774 il conte Antonio Pajello scrisse una Memoria sul miglior metodo di coltivare le viti e di produrre vini, dove classificò i vini vicentini in asciutti, liquorosi e appassiti su arelle.
Nei primi anni dell'Ottocento alcune memorie apparse negli Annali dell'Agricoltura del Regno d'Italia, diretti dal celebre Filippo Re, professore di Agraria nell'Università di Bologna, ci informano dettagliatamente sulla situazione della viticoltura e dell'enologia vicentina nel periodo napoleonico.
Per un'esauriente descrizione della tecnica tradizionale di vinificazione dobbiamo riferirci al veronese Giuseppe Baretta che scrisse:
«Per vino liquore io intendo quel vino che si cava da uve o naturalmente appassite o fatte ad arte appassire: le quali si spremono sotto lo strettolo al cominciare del verno. Siccome a far questo vin conviene decantare e feltrare il mosto fino a che appaia netto d'ogni sua parte grossa, e soltanto in piccoli barili ed in luogo piuttosto freddo, si lascia fermentare e senza raspi né fiocini; così non potendo bollire che assai lievemente, questo vino conserva intatta una qualche parte di materia zuccherosa: la quale prerogativa è quella, appunto, che da ogni altro lo distingue».
Alla fine dell'Ottocento l'ampelografo Anti racconta in maniera divertita che «tutte le case di Gambellara offrono del buon Recioto, di tradizione famigliare, ottenuto da uve passite, che si suole offrire a partorienti e malati.»
Si passa poi al XX secolo, dove in un volumetto di Enologia e Viticoltura il conte Giulio da Schio descrive una dettagliata situazione qualitativa viticola sulla produzione enologica vicentina. Parlando delle tipologie di vino ottenute da uva Garganega a Gambellara: «Viene messo anche in bottiglie che riempite nel marzo od ai primi di aprile riescono spumanti per l'estate... L'altro tipo è frutto di una paziente lavorazione; l'uva viene appesa alle travi dal raccolto fino al principio dell'anno, poi si torchia...» .

## Tecniche di produzione
L'arte di produrre il Recioto di Gambellara deriva dall'antica tradizione di fare il vino tipica della zona.
Da tempi remoti si usa infatti destinare alla produzione di un vino speciale i migliori grappoli della vendemmia di uva Garganega; questi verranno dunque deposti sui graticci o appiccati alle travi, i cosiddetti picai (appiccare si dice appunto, in lingua veneta, "picar via"), in locali arieggiati e privi di umidità.
L'uva rimarrà ad appassire, continuamente controllata, fino a dicembre-gennaio, per essere poi pigiata in modo soffice: il mosto ottenuto subirà quindi una fermentazione in bianco che si protrarrà per mesi nel freddo inverno, assumendo delle caratteristiche del tutto peculiari.
Ne uscirà un vino dal colore giallo dorato, vivo e brillante, con intenso profumo di fruttato e dal sapore caratteristico, armonico, con leggero gusto di passito e delicato retrogusto amarognolo.

### Caratteristiche del territorio
La vite ha trovato nella zona di Gambellara il suo habitat naturale. Il merito va soprattutto alla composizione e alla conformazione del terreno.
Le colline risalgono al primo periodo del Terziario, all'Eocene, e la loro nascita è contemporanea a quella delle Alpi, come riflesso agli imponenti movimenti e scorrimenti degli strati geologici e ai corrugamenti che hanno dato luogo alla cerchia alpina. L'altezza delle colline non supera i 300/350 metri, (oltre questa quota la Garganega difficilmente potrebbe prosperare).
Il terreno è formato, in gran parte, da basalti e tufi terrosi basaltici di origine vulcanica. Le rocce talvolta sono durissime con strutture macrocristalline, (pensiamo ai famosi basalti colonnari della cava di San Marco che ora possiamo ammirare soltanto in fotografia; un patrimonio di grande importanza geologica, quasi unico in Europa), ma spesso sono a consistenza tufacea e ferrosa. Queste ultime, facilmente friabili e aggredibili dagli agenti atmosferici, costituiscono la parte preponderante del rilievo collinare. C'è solo un'isola calcarea di circa metri 600 per 300 nella zona est, all'altezza di metri 100, zona chiamata “Creari”.
Sono terreni riccamente dotati di fertilità chimica naturale, generalmente privi di carbonato di calcio, ricchi di ferro, potassio e fosforo, sali che danno all'uva quella ricchezza di zuccheri e di sostanze aromatiche che si riscontrano poi nei vini.
La zona gode di un clima temperato caldo (20 °C), con estate tendenzialmente calda, umida e con modeste escursioni termiche. Le precipitazioni annuali sono abbondanti (intorno ai 1200mm) e distribuite prevalentemente nel periodo invernale – primaverile. Durante la stagione vegetativa cadono in media dai 350 ai 630 mm di pioggia ma di recente si sta assistendo ad annate piuttosto siccitose.

### L'uva Garganega

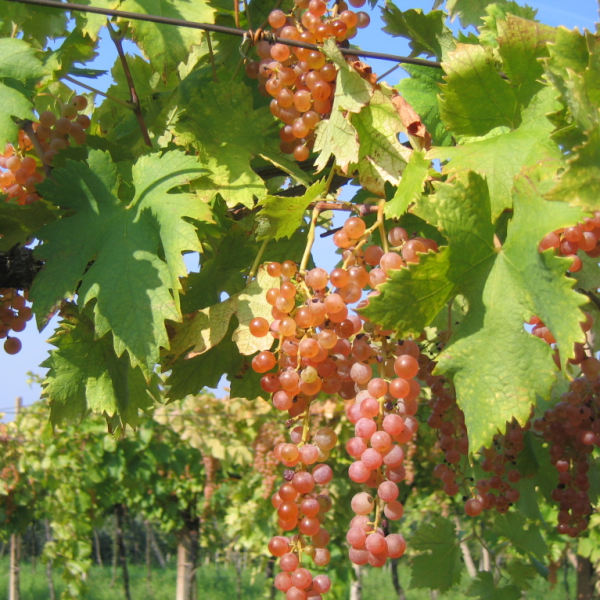
Un bel grappolo maturo di uva Garganega

La Garganega è il vitigno autoctono delle colline di Gambellara, e il più importante della provincia di Vicenza.
Di origine antichissima, probabilmente diffusa dagli Etruschi, è citata da Pier de' Crescenzi (1233-1321), insigne giurista e agronomo, nel trattato di agronomia Ruralium commodorum: “uva bianca e rotonda, mirabilmente dolce, chiara di color d'oro con buccia spessa, serbevole più d'ogni altra”. Il de' Crescenzi segnala pure due varietà di garganega: una “femina” molto produttiva e una “macula” che valeva molto meno.
A partire dal 1468 e con ampia diffusione nel Cinquecento la vite Garganega cominciò a imporsi sulle colline gambellaresi e sui Monti Lessini sud-orientali; dopo un periodo di crisi, le colline impervie e le coste boscose delle valli furono sistematicamente dissodate e messe a coltura da contadini locali, trasformatisi da affittuari e braccianti in proprietari viticoltori.
I documenti che testimoniano la presenza nel passato della Garganega nel territorio vicentino sono molti. Ricordiamo tra questi:
- il Bollettino del Comizio Agrario di Vicenza del 1868, nell'elenco delle uve esposte alla pubblica mostra del 21-25 settembre, riporta la Garganega al n. 35 delle uve bianche;
- nel 1877, nel “Saggio di ampelografia universale”, Di Rovasenda annovera la Garganega fra le uve della provincia di Vicenza.
La buona resistenza alle malattie ne favorisce l'impiego per la produzione di vini passiti.
La Garganega per il Recioto è prodotta nelle zone migliori, ovvero nella zona classica, o più precisamente nella zona collinare, dove le condizioni di sviluppo della vite sono più restrittive, con la conseguente minore produzione che favorisce però un livello qualitativo superiore.
Il grappolo della Garganega è lungo, cilindrico-piramidale, alato e abbastanza spargolo, mentre gli acini sono di media grandezza, con buccia di colore giallo-dorato.
Dotata di un piccolo patrimonio di profumi, di cui la mandorla e i fiori bianchi sono i più nitidi, ha uno sviluppo biologico molto lungo, tanto da giungere a maturazione in ottobre; non ha un'acidità preponderante ma piuttosto un equilibrio di estratti e zuccheri.

## Disciplinare
Già DOC dal 1970, nell'agosto 2008 il Recioto di Gambellara è stato il primo vino vicentino ad ottenere la DOCG.
Il nome “recioto”, riservato esclusivamente al Recioto di Gambellara ed a quelli veronesi, è protetto dalla Legge n. 46 del 01/03/1975.

## Tipologie
|                                | Classico       | Spumante       |
| uvaggio                        | Garganega 100% | Garganega 100% |
| titolo alcolometrico minimo    | 14,00% vol.    | 14,00% vol.    |
| titolo alcolometrico svolto    | 11,30% vol.    | 11,00% vol.    |
| acidità totale minima          | 4,5 g/l.       | 5.0 g/l.       |
| estratto secco minimo          | 22,00 g/l      | 18,00 g/l      |
| resa massima di uva per ettaro | 62,5 q.        | 62,5 q.        |
| resa massima di uva in vino    | 40 %           | 50 %           |

### Abbinamenti consigliati

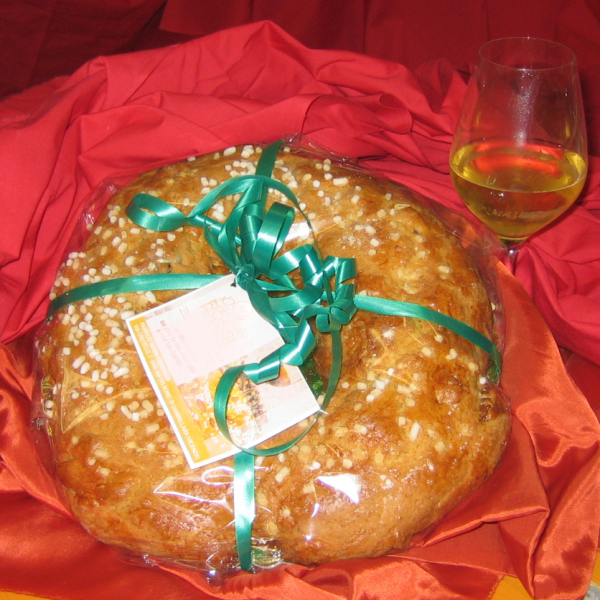
Il tradizionale dolce Brasadelo e un bicchiere di Recioto di Gambellara

Il Recioto di Gambellara si abbina bene a dolci (esclusi quelli al cioccolato), gelati, zabaione e biscotti di tutti i tipi: savoiardi, integrali, secchi, di pasta frolla, farciti.
L'abbinamento per eccellenza è tuttavia con il Brasadelo, tipico dolce secco locale a forma di ciambella, il cui nome deriva probabilmente da quella forma che ricorda un abbraccio.
Un altro interessante dolce che si abbina a questo vino è La Gata, recente frutto della collaborazione tra dei pasticcieri vicentini che hanno unito i loro sforzi e le loro conoscenze per dar vita ad una torta che fosse tipica espressione del territorio berico.

## Feste e promozioni
Numerose sono durante l'anno gli appuntamenti che vedono protagonista il Recioto di Gambellara, in occasioni che permettono di riscoprire le tradizioni e i sapori della loro terra.
Festa dell'Uva e del Recioto Gambellara: nel 1927 ebbe luogo a Gambellara la prima Festa dell'Uva, evento che ancor oggi si tiene l'ultima domenica di settembre. 
Già dagli anni trenta questa ha iniziato ad assumere un'importanza rilevante, tanto che, come si evince dalla cronaca dell'epoca, nel '32 arrivò il Ministro dell'agricoltura Marescalchi. Un servizio di “corriere” andando e tornando continuamente da Vicenza, trasportò a Gambellara un migliaio di persone, senza tener conto di tutti quelli che arrivavano in bicicletta. Guardando qualche vecchia foto dell'epoca si vedono le strade zeppe di gente e i “landò” guidati da cocchieri e trainati da cavalli bardati a festa, che portano contadinelle dalle gonne a fiori, i corpetti di velluto nero e le candide camicette; le case del centro sono tutte ornate di grappoli e pampini.
Ma la tradizione è continuata anche nel dopoguerra e ancora oggi la “Festa dell'Uva e del Recioto” è la più importante della provincia nel suo genere.
Le Feste vengono accompagnate da Concorsi che permettono ai produttori di partecipare e far sottoporre il loro prodotto ad una qualificata giuria di esperti enologi, sommelier e seguaci del vino. Concorsi che nell'arco degli anni hanno sempre più avuto importanza, ed offerto riconoscimenti di prestigio al Recioto.
Festa del Vino Gambellara: evento che si svolge dal 1971 a Selva di Montebello, il lunedì dell'Angelo, e che prevede un concorso tra i vini di Gambellara, incontri culturali e di aggiornamento, occasioni di svago e attrazioni di vario genere.
I Picai del Recioto - prima pigiatura pubblica della garganega 

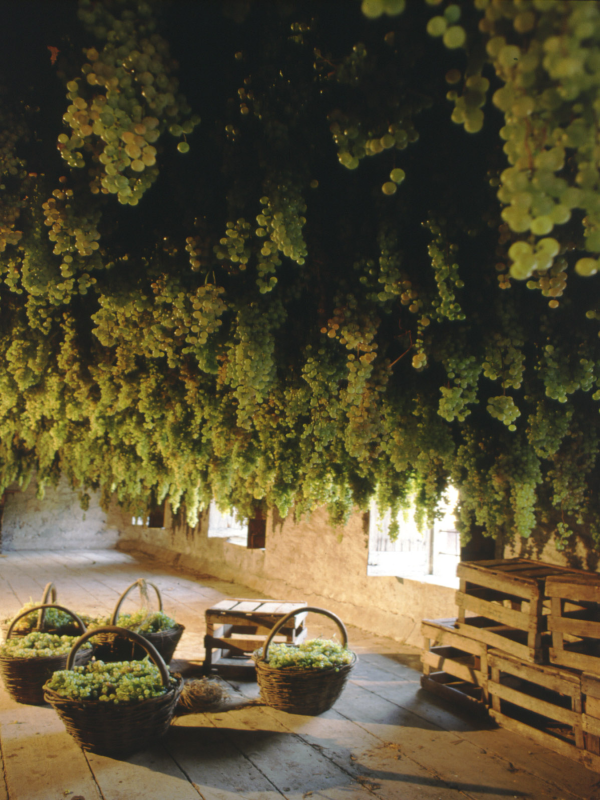
I tradizionali Picai del Recioto

Dal 2004, ogni seconda domenica di gennaio, si svolge itinerante nei comuni della zona a DOC Gambellara la manifestazione "I Picai del Recioto - prima pigiatura pubblica della garganega".
L'evento ha luogo nella piazza del paese prescelto, dove tutti produttori della zona portano le loro uve appassite a pigiare in un vecchio torchio: il mosto ottenuto diventerà Recioto da utilizzare per iniziative di promozione o benefiche.
Durante la manifestazione è possibile assaggiare ed acquistare il Recioto Gambellara e i prodotti tipici della zona: dolci, salumi, formaggi, miele, pane e, ovviamente, il Brasadelo.
Nel 2008 l'evento si è svolto a Montorso Vicentino, di fronte all'imponente Villa Da Porto - Barbaran: giovani in abito contadino hanno accompagnato i carri trasportanti l'uva fino al cortile della villa, dove un vecchio torchio attendeva per la pigiatura.
Passeggiando con Bacco per i colli della Strada del Recioto: nel mese di maggio si svolge presso i colli della Strada del Recioto una passeggiata con tappe nelle cantine. L'itinerario non presenta particolari difficoltà, quindi è percorribile anche da anziani e bambini. Presso le cantine è possibile degustare i prodotti e i piatti tipici locali abbinati ai vini Gambellara DOC.